# Signare

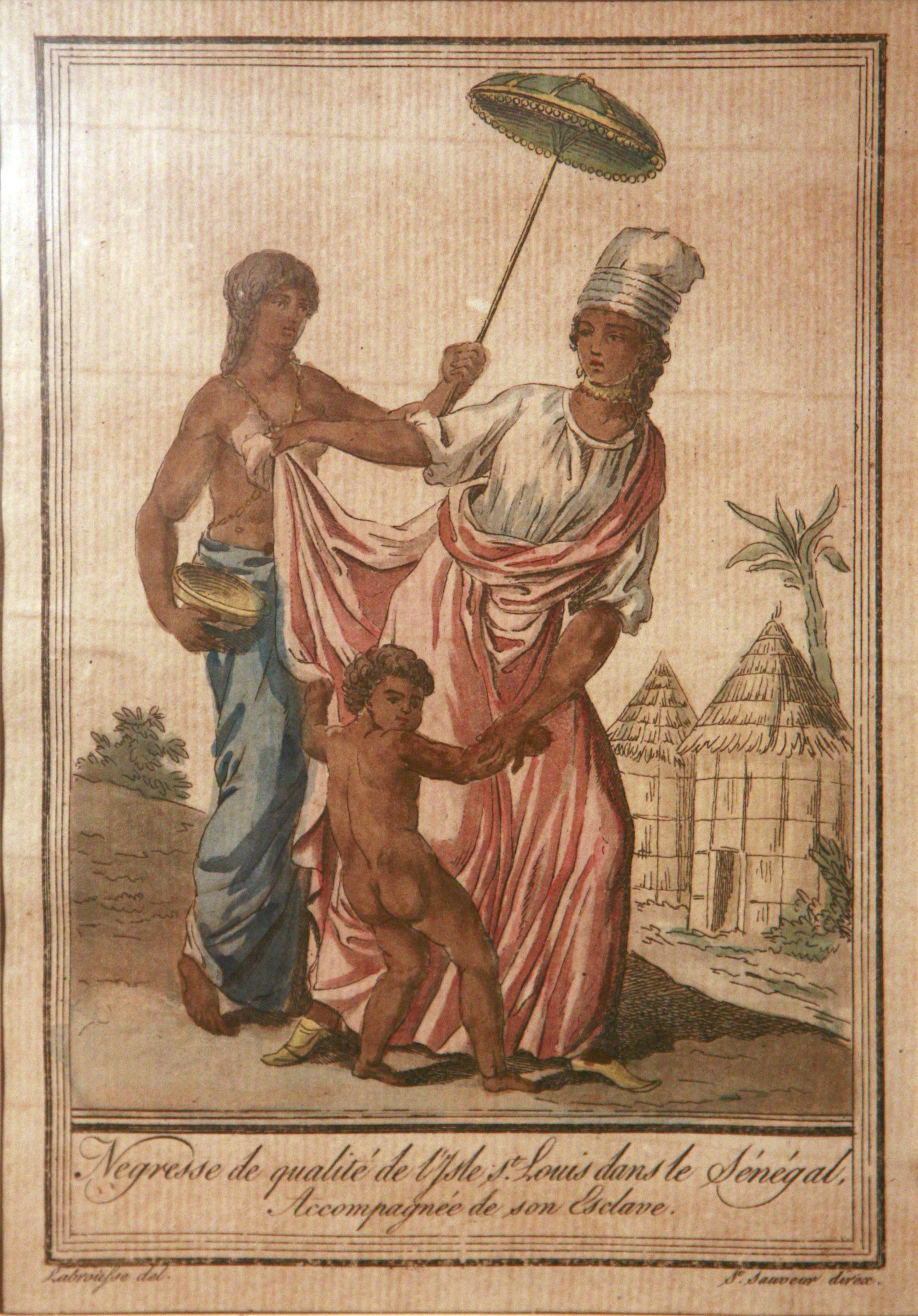
Negra de alcurnia de Saint Luis en Senegal, acompañada por su esclava, Ilustración de Costumes civils de tous les peuples connus, París, 1788, por [fr].

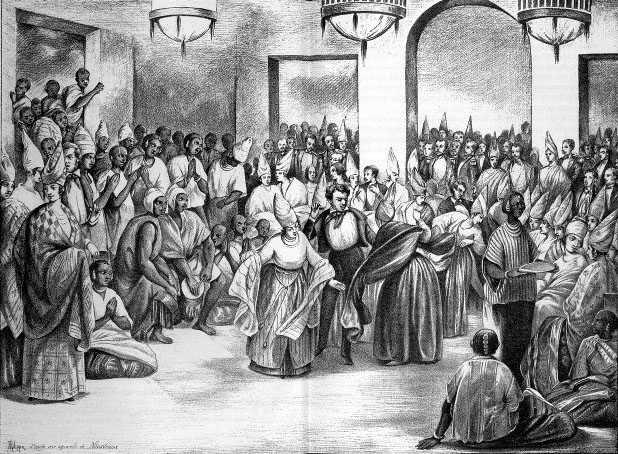
Un baile de signares, con hombres europeos.

Signare era el nombre dado a las mujeres mulatas franco-africanas de la isla de Gorea y la ciudad de Saint Luis en el Senegal colonial francés durante los siglos XVIII y XIX. Estas mujeres de color lograron obtener algunas ventajas individuales, estatus y poder en las jerarquías del comercio atlántico de esclavos.
Había un equivalente en portugués, nhara, un nombre otorgado a las mujeres de negocios afro-portuguesas que jugaron un importante papel como agentes empresariales a través de sus conexiones con ambas poblaciones portuguesas y africanas. Y un equivalente anglosajón de mujeres de ascendencia mixta africana y británica -o estadounidense- con la misma posición social, como Fenda Lawrence, Betsy Heard, Mary Faber y Elizabeth Frazer Skelton. 

## Función social y económica
Las signares generalmente ostentaban poder en las redes de comercio y riqueza dentro de las limitaciones de la esclavitud. La influencia de estas mujeres provocó cambios en los roles de género en el arquetipo de la estructura familiar. Algunas poseyeron terrenos así como esclavos. Comerciantes y mercaderes europeos, especialmente franceses y británicos, se asentaban en las poblaciones costeras habitadas por signares para beneficiarse de la proximidad a las fuentes del comercio africano. Los primeros de estos comerciantes fueron los portugueses. Estos mercaderes recibieron el nombre de "lançados", porque "se arrojaron" entre los africanos, y establecerían relaciones con las más influyentes signares que les aceptarían para obtener privilegios comerciales. Los portugueses se referían a estas mujeres como Nhara, y la primera mencionada fue Dame Portugaise en el siglo XVII. 
Muchas signares se casaban bajo la “ley local común” que era reconocida por los sacerdotes católicos. Estos matrimonios eran por razones económicas y sociales. Tanto las signares como sus maridos se beneficiaban de estas asociaciones. Los europeos pasaban sus nombres a la descendencia y con ello su apellido.

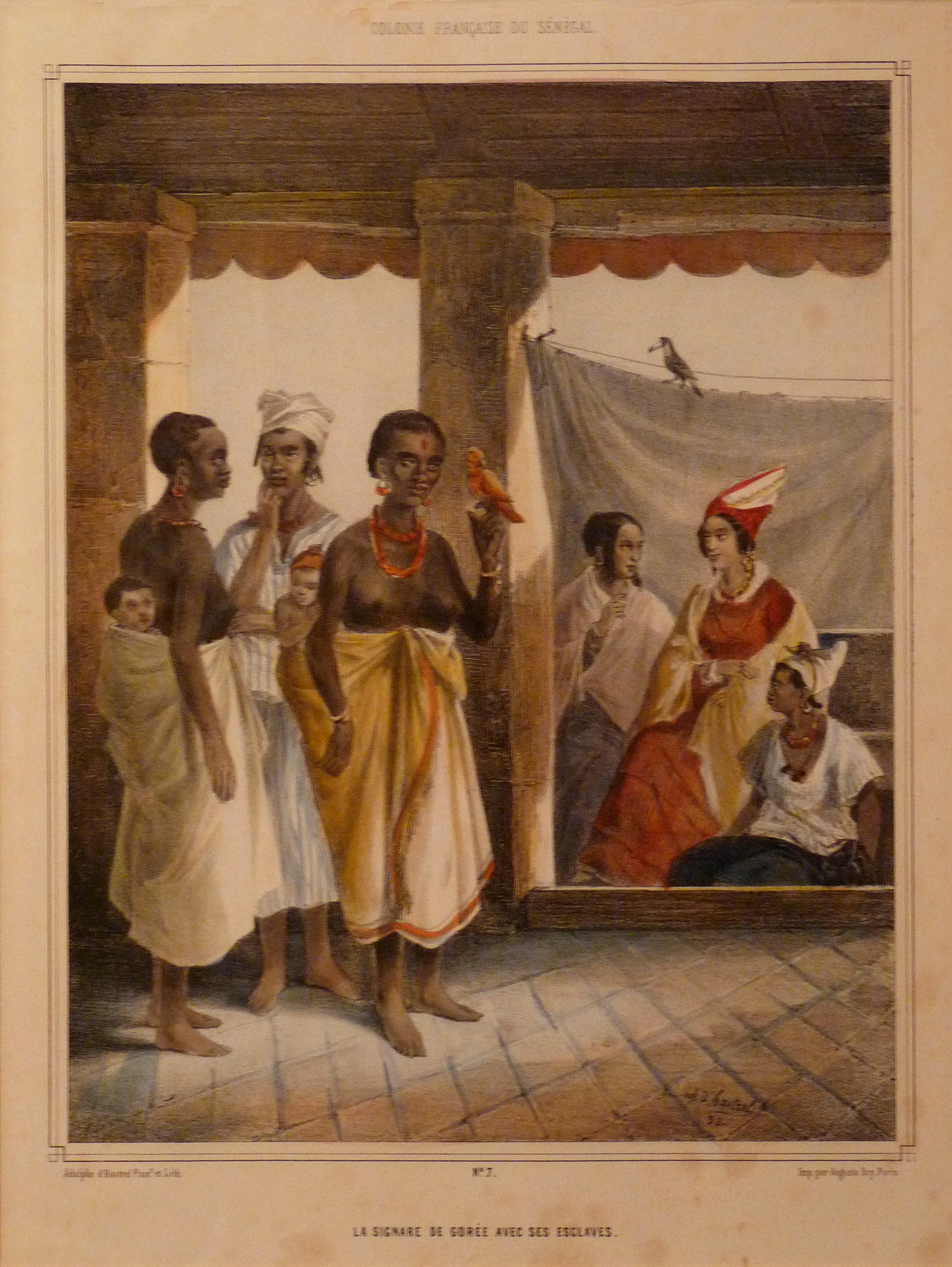
Una signare en Gorea junto a sus esclavas.

Cuando algunas signares se volvían demasiado poderosas, los dirigentes como la Corona portuguesa buscaban maneras de sacarlas de su riqueza. Los diferentes crímenes que la Corona portuguesa buscó para acusarlas eran contra el estado o contra el cristianismo. Un ejemplo de esto es Bibiana Vuz de França, una prominente signare que a lo largo de los años acumuló mucha riqueza y esclavos. Después de darse cuenta de lo poderosa que había llegado a ser, la Corona buscó una manera de desmantelar su influencia y poder. “Acusada de rebelión, comercio con extranjeros, y evasión de impuestos, fue encarcelada con su hermano más joven y otro conspirador y llevada a las islas de Cabo Verde”.
Pudo recibir el perdón real y liberar a su hermano menor después de dirigir un golpe de Estado contra los representantes de la Corona. Debido a su poder, la Corona buscó criminalizar a Bibiana Vuz de França. Sin embargo, una vez se dieron cuenta de que era demasiado poderosa y demasiado influyente, todos los  cargos en su contra fueron retirados y de nuevo se la declaró leal a la corona. La confrontación de Bibiana Vuz de França con la Corona portuguesa representa la fuerza que tuvieron las signares en este periodo, y también la creciente incapacidad portuguesa para controlar a la gente de sus dominios ultramarinos.

### Movilidad social
El estado social de las signares también permitió una mayor movilidad social en Gorea que en otras partes de África. Aunque hay escasa documentación sobre los orígenes de la mayoría de signares, parece probable que en este tiempo quienes habitaban la isla de Gorea se dividieran en varias clases sociales:  jambor o nacidos libres, jam o personas descendientes de esclavos, tega y uga o herreros y curtidores y griots o narradores de historias. 
Muchas signares eran de la clase jam o griot, y a menudo se casaban con hombres europeos porque se las consideraba especialmente bellas. Una vez casadas con hombres europeos, ayudaban al marido en muchos de sus asuntos comerciales y transacciones, ganando mayor estatus económico y social en su comunidad. De este modo las mujeres de estado social más bajo podrían ganar poder en la comunidad y convertirse en comerciantes importantes a través de su estado civil.

### Prácticas matrimoniales
Los matrimonios entre mujeres africanas y hombres europeos se regían por la ley local. Dado que muchos de los hombres europeos no se quedaban en Gorea permanentemente, los matrimonios eran a menudo cambiantes. Si un hombre europeo dejaba Gorea y pretendía regresar, la mujer africana le esperaría. Cuando el hombre subía al bote para embarcar de regreso a Europa, la signare recogía la arena donde estaban sus últimas huellas y la metía en un pañuelo, que colgaba en el poste de su cama hasta su regreso. Las signares solían esperar años a que sus hombres regresaran sin volver a casarse. 
Si los hombres europeos partían sin planes de regreso, o si una signare sabía que su marido europeo no iba a regresar a Gorée, la mujer se volvía a casar. Esto no era considerado vergonzoso en modo alguno, y la signare no perdería su alto estatus social, y a menudo retendría mucho del poder comercial obtenido a través de su previo matrimonio. Las signares que volvían a casar a menudo criaban a los hijos habidos con sus maridos europeos junto a sus nuevos maridos africanos, y estos niños recibirían la herencia de sus madres, no de sus padres.

## Lista de signares notables
- Victoria Albis
- Anna Colas Pépin
- Anne Pépin
- Dame Portugaise
- Crispina Peres
- Anne Rossignol
- Ana Joaquina dos Santos e Silva